# 謝爾蓋·平丘克
謝爾蓋·米哈伊洛維奇·平丘克（俄语：Сергей Михайлович Пинчук，羅馬化：Sergey Mikhaylovich Pinchuk，1971年7月26日—），俄羅斯海軍中將，自2024年2月起擔任俄羅斯海軍黑海艦隊司令。

## 生平
平丘克於1971年7月26日出生在蘇聯塞瓦斯托波爾，塞瓦斯托波爾當時是烏克蘭蘇維埃社會主義共和國的一部分。他的父親米哈伊爾·費奧多羅維奇·平丘克也是一名海軍軍官，曾指揮肯達級巡洋艦威嚴號巡洋艦，並擔任波羅的海艦隊後方副司令官，在其職業生涯中被授予海軍上將的軍銜。
平丘克就讀於聖彼得堡的納希莫夫海軍學校，1988年畢業後進入塞瓦斯托波爾的黑海高級海軍學校就讀。1999年，他畢業海軍高級軍官班，並在庫茲涅佐夫海軍學院繼續深造直至於2004年畢業。2014年9月，平丘克在俄羅斯總參謀部軍事學院就讀，2016年從學院畢業。
平丘克已婚，育有一子一女。

## 事蹟
平丘克作最初以軍官身份在波羅的海艦隊服役，擔任旗艦現代級導彈驅逐艦持久號驅逐艦防空導彈連指揮官，在幾年的時間裏，他逐漸晉升，擔任該艦導彈和砲兵師的指揮官，然後擔任高級助理，最後在2004年至2007年期間擔任該艦的指揮官。他後來成為駐紮波羅的斯克的波羅的海艦隊水面部隊參謀長，從2007年起，他擔任第105艦艇旅的指揮官和喀琅施塔得駐軍的指揮官。
從2010年12月起，平丘克擔任列寧格勒海軍基地的參謀長和第一副司令。2011年12月22日，他加入黑海艦隊，並被任命為新羅西斯克海軍基地指揮官。2014年2月平丘克晉升為少將。
2016年7月，平丘克被任命為裏海艦隊的代理司令，並於9月20日轉正。2021年2月18日，平丘克晉升為中將。2021年5月9日，他被任命為黑海艦隊副司令。

### 2022年俄羅斯入侵烏克蘭
2022年俄羅斯入侵烏克蘭，同年2月，平丘克被列入歐盟制裁名單，理由是「負責積極支持實施破壞和威脅烏克蘭領土完整、主權和獨立以及烏克蘭穩定或安全的行動和政策」。3月14日，加拿大跟進制裁。4月12日，日本宣佈制裁398名與2022年俄羅斯入侵烏克蘭有關的主導者，平丘克位列制裁名單之內。莫斯科號飛彈巡洋艦在4月13日撃沉之後，平丘克被俄羅斯軍方調查，以追究事故責任。
2024年2月，平丘克接替維克托·索科洛夫擔任黑海艦隊司令。

## 荣誉
- 軍功勳章[1][2][3]
- 阿斯特拉罕地區功勳勳章[13]